# Creixen de prat
El creixen de prat (Cardamine pratensis), també anomenat creixen (o creixenet) de muntanya o morritort, és una espècie de planta de la família de les brassicàcies i, per tant, relacionada amb els créixens. És nativa d'Europa i d'Àsia occidental. Als Països Catalans només es troba a Catalunya, als Pirineus on presenta dues subespècies:crassifolia i rivularis

## Descripció
Cardamine pratensis és una planta perenne i herbàcia glabrescent que fa de 40 a 60 cm d'alt, les seves fulles són compostes pinnades de 5 a 12 cm de llarg amb de 3 a 15 folíols cadascun del voltant d'1 cm de llargada. Les flors s'agrupen en espigues de 10 a 30 cm de llarg, cada flor fa d'1 a 2 cm de diàmetre i els pètals són rosats i rarament blancs. Les siliqües de 12-40 x 1-1,5 mm, les llavors d'1-1,5 mm.

## Hàbitat
Creix millor prop de l'aigua, en molleres i prats molt humits, des dels 700 als 2.500 metres d'altitud. A la península Ibèrica es troba en el nord, des de Portugal i Galícia i tot el vessant Cantàbric, fins al Pirineu.

## Cultiu i usos
Es cultiva com planta ornamental en jardins i s'ha naturalitzat a Amèrica del Nord. S'havia utilitzat com a substitut del creixen d'aigua. Font i Quer la considera planta medicinal per les seves propietats antiescorbútiques.

## Galeria

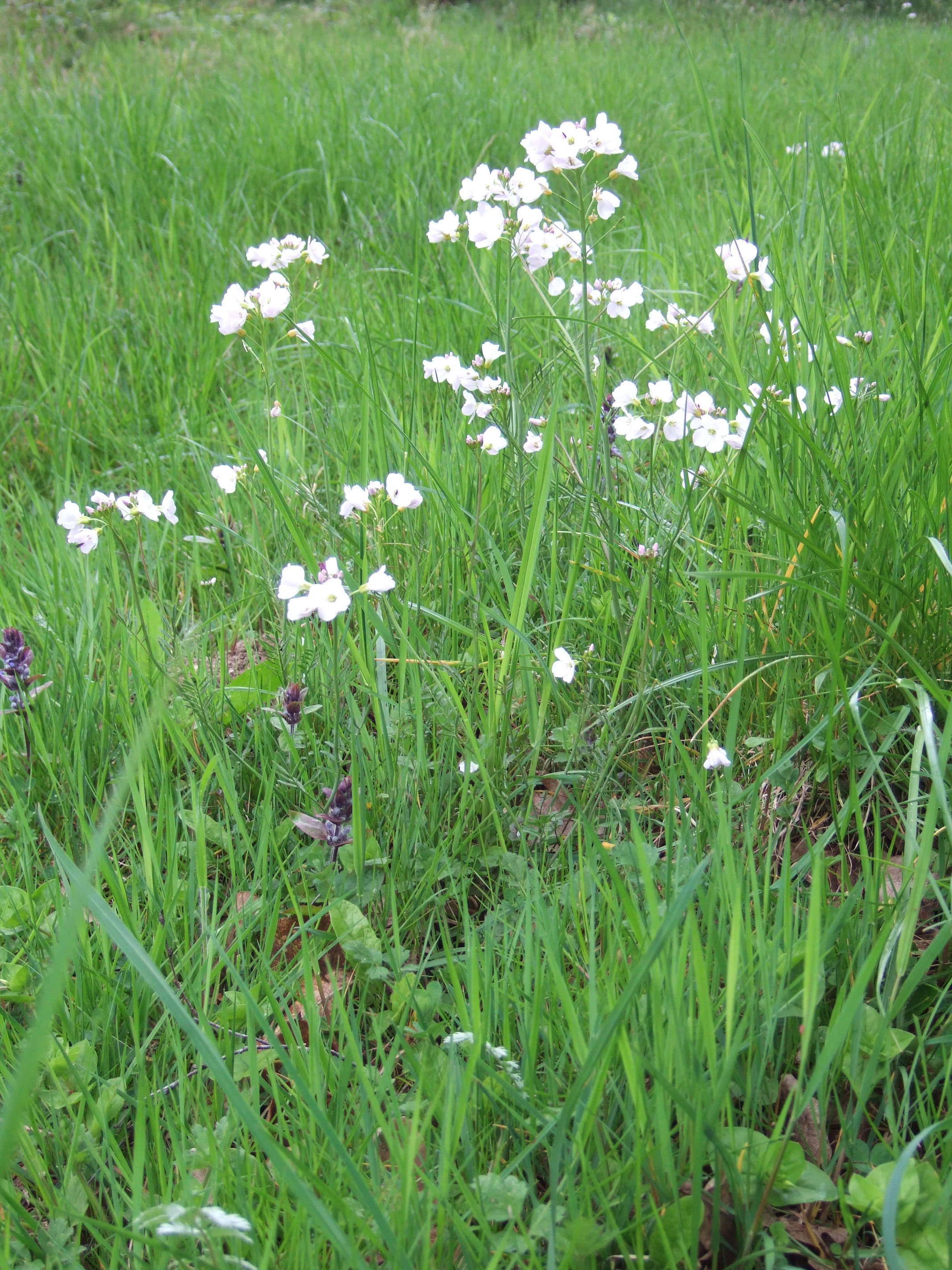
Cardamine pratensis a Wiltshire, UK
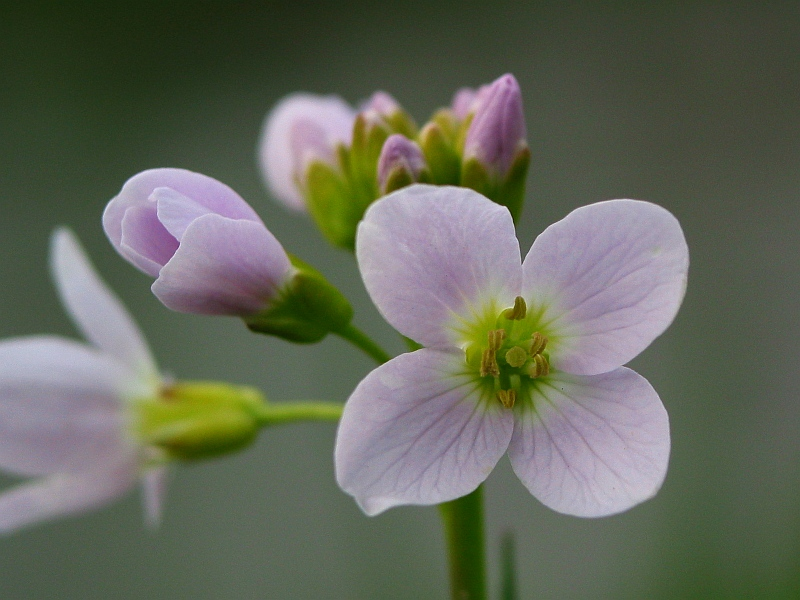
Detalls de les flors
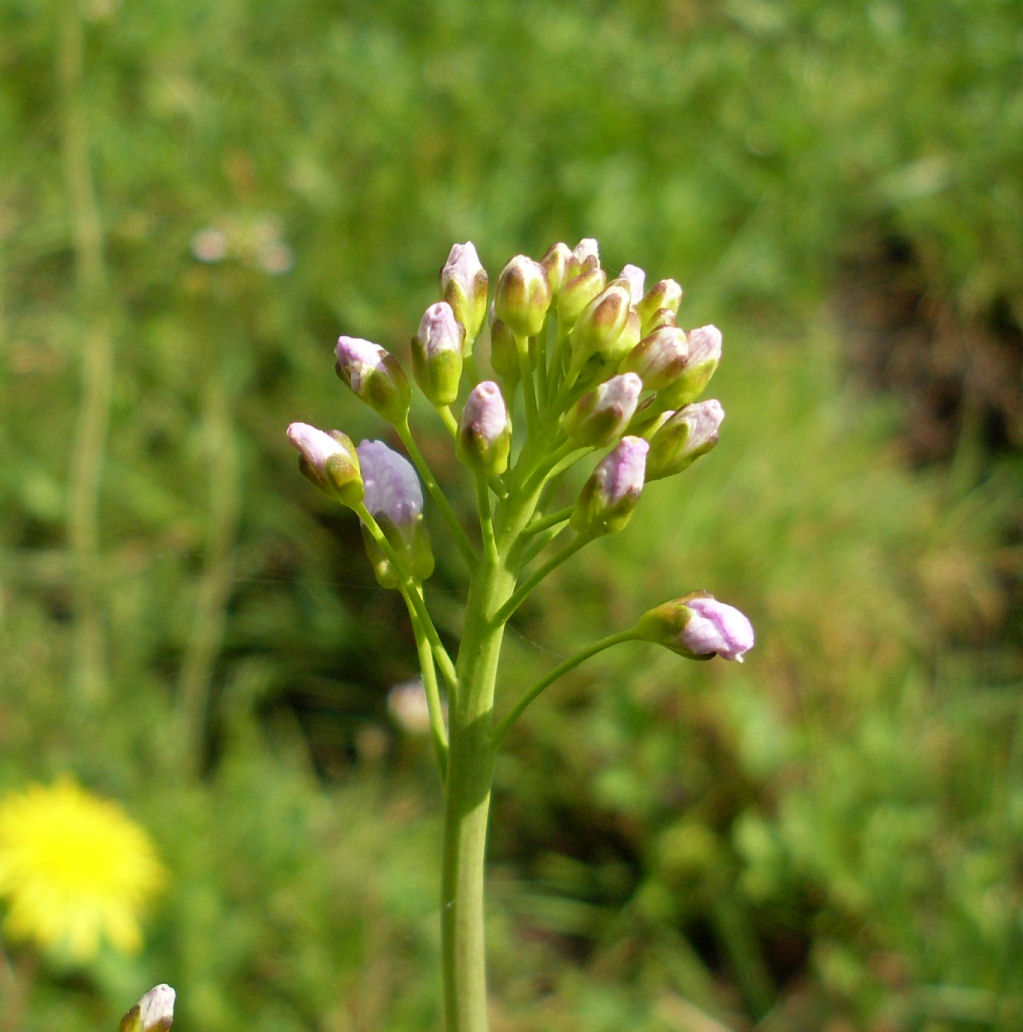
Borrons de Cardamine pratensis
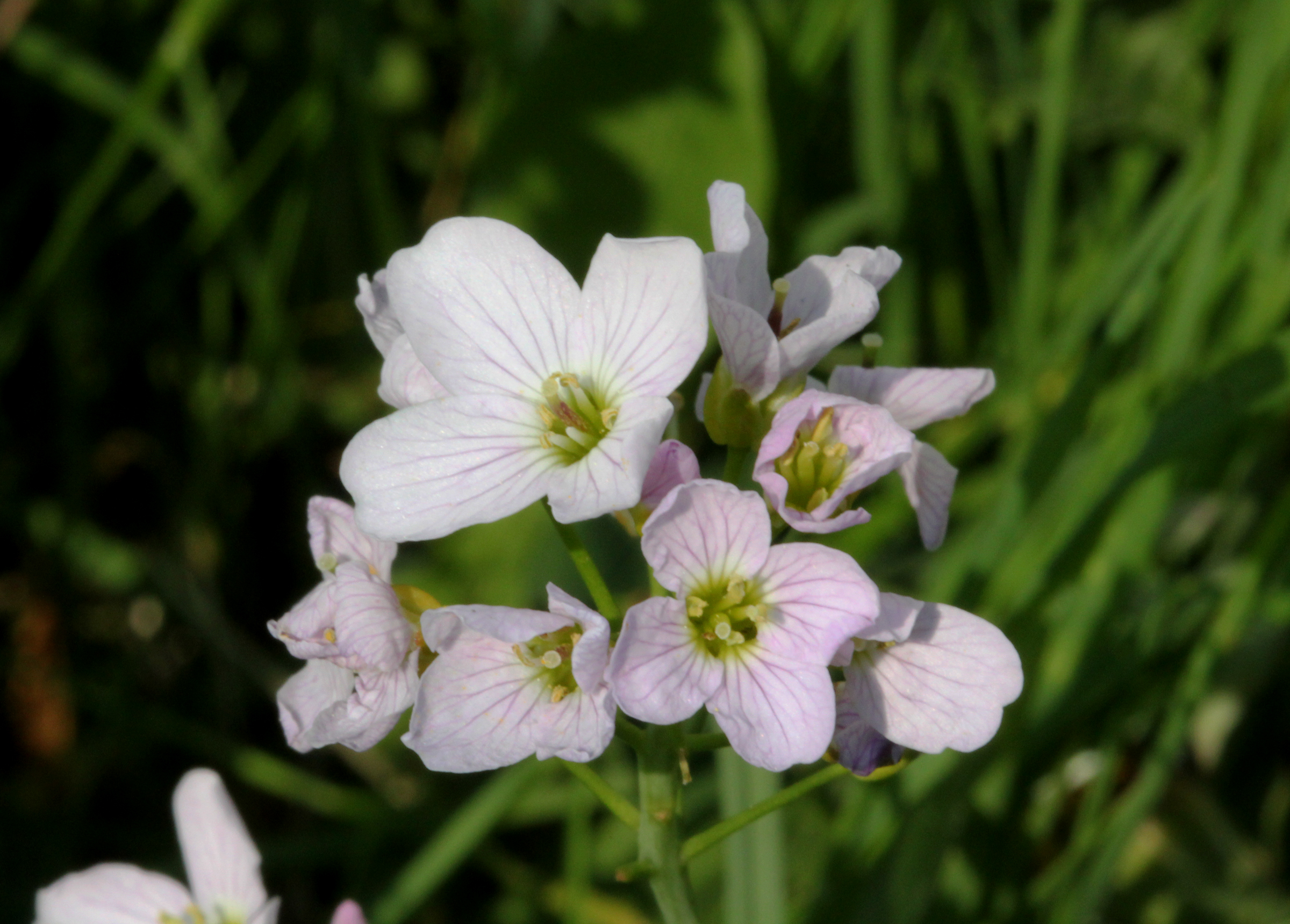
Flors
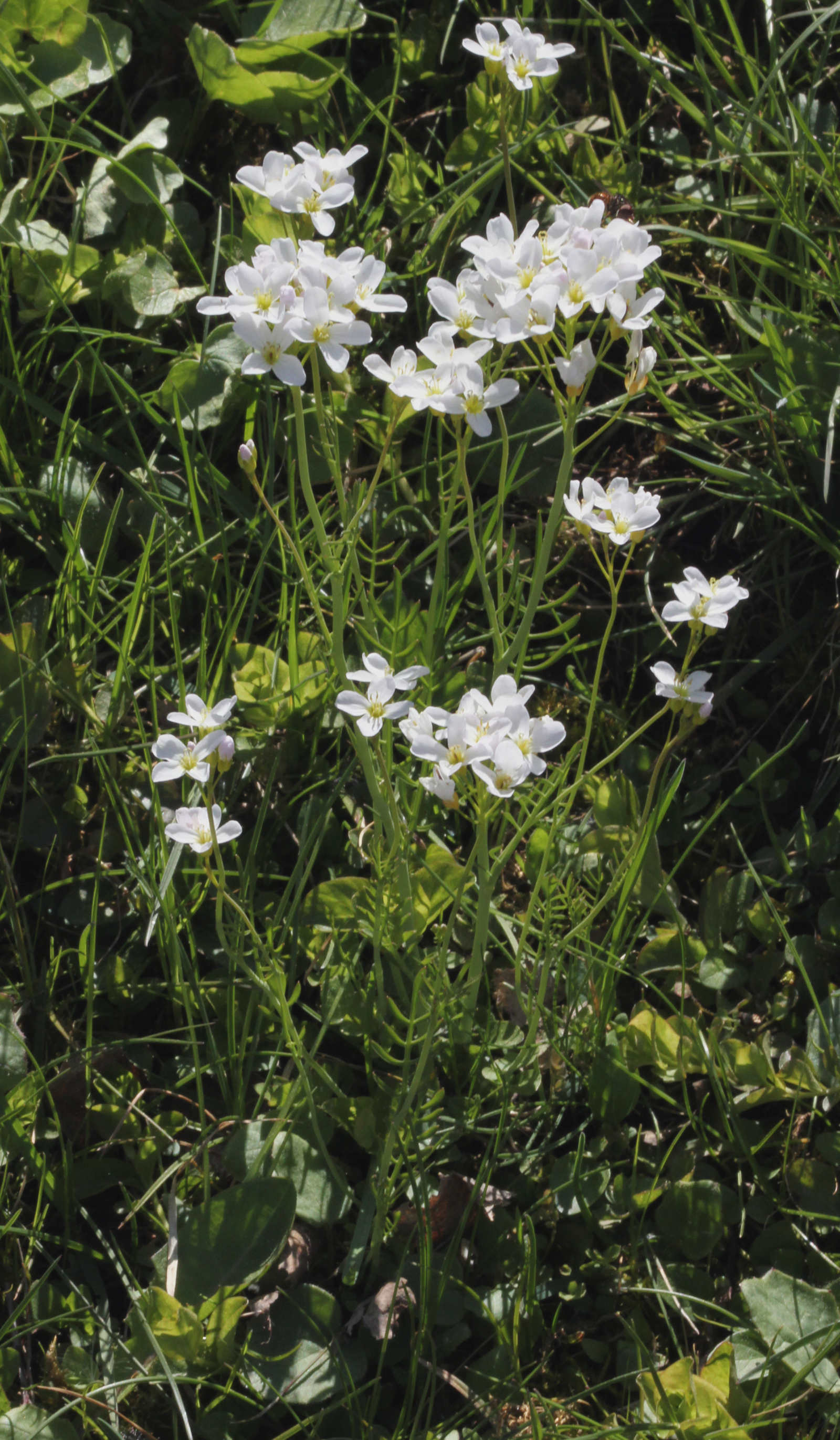
Plantes